# Рокета Танаро
Рокѐта Та̀наро (на италиански: Rocchetta Tanaro; на пиемонтски: Rocheta 'd Tani, Рокета ъд Тани) е село и община в Северна Италия, провинция Асти, регион Пиемонт. Разположено е на 107 m надморска височина. Населението на общината е 1475 души (към 2010 г.).